# 拜烏梅托 (阿肯色州洛諾克縣)
拜烏梅托（英語：Bayou Meto）是位於美國阿肯色州洛諾克縣的一個非建制地區。該地的面積和人口皆未知。

## 地理
拜烏梅托的座標為34°42′31″N 91°52′17″W / 34.70861°N 91.87139°W，而該地的平均海拔高度為68米（即223英尺）。